# 王逵
王逵（？—956年），一作王進逵，朗州武陵縣（今湖南常德）人，五代時期曾任武平軍節度使。本為靜江軍士卒，於南楚馬希萼在位時任靜江軍指揮使。
後周廣順元年（951年），當時的楚王馬希萼荒淫無道，命王逵、周行逢等人率兵士修復被火燒燬的楚王府，工作勞苦，又無賞賜，王逵、周行逢因此率部逃回朗州（今湖南常德），推舉馬光惠為武平軍節度使，後來因馬光惠愚昧懦弱，再改推劉言為權武平軍留後（暫代武平軍節度使）。
廣順二年（952年），王逵與周行逢等諸將為劉言所命攻擊已為南唐所佔據的南楚故都潭州，南唐軍大敗，撤出湖南，南楚馬氏在南嶺以北的故地因此為劉言等人恢復。
本來，潭州是武安軍節度使的府治以及南楚的都城所在地，這時劉言以潭州毀於戰亂，請求後周將湖南地區的政治中心遷往朗州。廣順三年（953年），王逵被後周任命為武安軍節度使（府治在潭州，今湖南長沙），位在被任命為朗州大都督、武平軍節度使（府治在朗州）的劉言之下，王逵因此心生不滿；而劉言為王逵擁立，王逵不願久居其下，劉言亦認為王逵是潛在的威脅，總總的原因，二人因此對立。
同年（953年）稍後，王逵與周行逢聯手翦除劉言身邊將領，並攻擊朗州，朗州城陷，劉言被擒，不久王逵派將領潘叔嗣殺害劉言，後周隨即任命王逵為武平軍節度使。
後周顯德三年（956年），王逵受後周世宗柴榮所命進攻南唐，軍過岳州（今湖南岳陽），王逵的手下對岳州團練使潘叔嗣勒索賞賜，貪得無厭，而仍不滿足，遂向王逵誣指潘叔嗣有叛變之意，王逵怒形於詞色，潘叔嗣大為恐懼，因此先發制人，偷襲朗州。王逵回師反擊，在武陵城外與潘叔嗣會戰，戰敗被殺。
| 姓名   | 在位時間    |
| ------ | ----------- |
| 刘言   | 951年—953年 |
| 王逵   | 953年—956年 |
| 周行逢 | 956年—962年 |
| 周保权 | 962年—963年 |